# Castillo de Dunvegan
El Castillo de Dunvegan es un castillo situado a dos kilómetros al norte de Dunvegan en la Isla de Skye, en la costa oeste de Escocia. El castillo pertenece a la familia MacLeod de MacLeod, parte del clan MacLeod. Es el castillo escocés que lleva más tiempo habitado, y ha sido el bastión del clan durante más de 700 años. La primera construcción conocida data del siglo XIII, luego desarrollada en los siglos siguientes. En el siglo XIX fue remodelado con un estilo medieval.

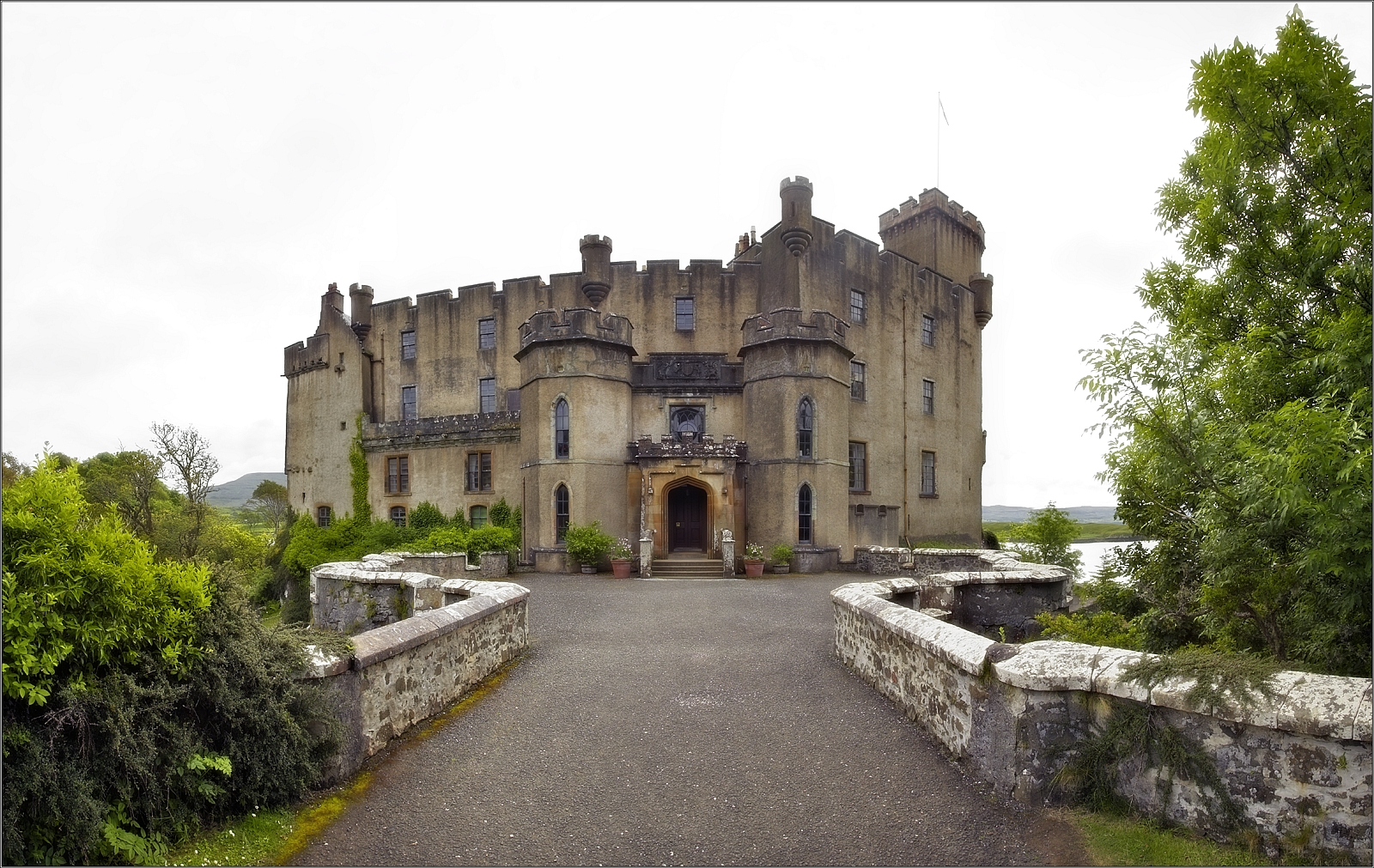
Castillo de Dunvegan, entrada principal.

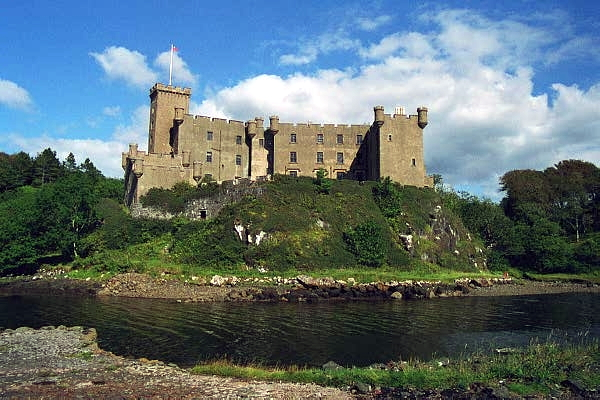
Castillo de Dunvegan, sede del MacLeod durante más de siete siglos.

En un principio no podía visitarse, hasta que en 1933 se abrió a los visitantes por vez primera. Desde ese momento, el castillo ha estado en los primeros lugares de las listas de atracciones más visitadas de Escocia[cita requerida]. A lo largo de los años lo han visitado importantes personajes como Walter Scott, el doctor Johnson, Isabel II y el emperador japonés Akihito.
En la actualidad, los visitantes pueden realizar recorridos por el castillo y dar paseos en bote por el lago Dunvegan para ver algunos pueblos. También es posible alojarse en las estancias del castillo y hacer compras en una de las cuatro tiendas que contiene. En sus alrededores se pueden llevar a cabo actividades como caminar, pescar, comer en restaurantes locales, compras y acampadas junto a las montañas Cuillin. El castillo alberga importantes reliquias del clan como la Fairy Flag of Dunvegan, la Copa de Dunvegan y el Cuerno de Sir Rory Mor's.